# Anagallis kochii
Anagallis kochii är en viveväxtart som beskrevs av H. Hess. Anagallis kochii ingår i släktet Anagallis och familjen viveväxter. Inga underarter finns listade i Catalogue of Life.